# Macrosiphum olmsteadi
Macrosiphum olmsteadi är en insektsart som beskrevs av Robinson 1965. Macrosiphum olmsteadi ingår i släktet Macrosiphum och familjen långrörsbladlöss. Inga underarter finns listade i Catalogue of Life.